# Да и да
«Да и да» — российская мелодрама, снятая режиссёром Валерией Гай Германикой по сценарию Александра Родионова. Главные роли исполнили Агния Кузнецова и Александр Горчилин. Премьерный показ состоялся во внеконкурсной программе Международного кинофестиваля в Гонконге 26 марта 2014 года. В России премьера состоялась 26 июня того же года в рамках основного конкурса 36-го Московского международного кинофестиваля.
По итогам конкурса фильм получил «Серебряного Святого Георгия» за лучшую режиссуру, награду Международной федерации кинопрессы и приз газеты «Коммерсантъ Weekend». Также фильм был номинирован на кинопремии «Ника» и «Белый слон» за лучшую женскую роль (Агния Кузнецова). С 28 по 30 июня 2014 года в ограниченный прокат выходила версия с ненормативной лексикой. Переозвученная версия вышла в широкий российский прокат 12 марта 2015 года.

## Сюжет
Молодая учительница начальных классов Саша живёт в Москве вместе с родителями и братом. После очередной ссоры с ним Саша уходит из дома и, по приглашению художника из интернет-чата, отправляется к нему в квартиру. Там она становится свидетельницей пьяного застолья его компании андеграундных художников.
Вспыхнувшая любовь к едва не погибшему на её глазах Антонину (Коле) открывает в Саше визионерские способности, и она начинает рисовать картины, чтобы собрать деньги на операцию возлюбленному. В больнице тяжёлый диагноз не подтвердился. Но ни вписанное в Сашин паспорт дрожащей рукой Антонина «семейное положение», ни внезапное выздоровление парня не укрепляют их зыбкого союза. Напротив, Саша становится свидетельницей того, как Антонина пытается склонить к гомосексуальной связи другой художник, а после, на её глазах, уже сам Антонин займётся сексом со своей подругой-художницей.
Мучительные переживания от нескладно продолжающихся отношений, проникающие в готические цветные сны, отвергнутая страсть и испепеляющая ревность толкают Сашу к решительным поступкам.

## В ролях
| Актёр              | Роль                    |
| ------------------ | ----------------------- |
| Агния Кузнецова    | Саша учительница        |
| Александр Горчилин | Антонин (Коля) художник |
| Лариса Баранова    | художница               |
| Михаил Вивисектор  | Председатель художник   |
| Иосиф Бакштейн     | врач в больнице         |
| Елена Папанова     | чиновница УФМС          |
| Николай Палажченко | покупатель картины      |
| Евгений Митта      | покупатель картины      |

| Актёр                | Роль                 |
| -------------------- | -------------------- |
| Ксения Заруцкая      | медсестра в больнице |
| Юрий Трубин          | Вадим брат Саши      |
| Виктор Пузо          | художник             |
| Александр Виноградов | художник             |
| Владимир Дубосарский | художник             |
| Андрей Мясников      | художник             |
| Денис Первомайский   | художник             |
| Сергей Кагадеев      | художник             |

## Создание
Фильм был снят летом 2012 года за 20 дней, при этом значительная часть съёмок проходила в интерьере обычных квартир. Оператор фильма использовал при съёмке различные цветовые фильтры, чтобы показать «мир глазами художника». По словам режиссёра, сцена сна Саши была придумана в 2010 году как музыкальный клип для группы «Агата Кристи» на песню «Эпилог», но группа распалась, и эта сцена попала в фильм. Режиссёр описала «Да и да» как фильм «про позднюю первую любовь» и сравнила его с «двухчасовым рок-концертом».

## Прокат и сборы
После показа на Московском кинофестивале фильм выходил в ограниченный прокат с 28 по 30 июня 2014 года — до вступления в силу закона о запрете мата в кино. За три дня показа в пяти московских кинотеатрах фильм собрал около миллиона рублей, поставив, по некоторым оценкам, рекорд по наработке на копию в своём сегменте. Чтобы широкая зрительская аудитория увидела картину, режиссёром было решено переозвучить фильм, — несмотря на то, что ненормативная лексика была частью художественного замысла мелодрамы.
12 марта 2015 года в широкий прокат вышла версия без мата, которая, однако, так же собрала около миллиона рублей. По итогам двух релизов сборы в России составили 52 тысячи долларов, что существенно меньше заявленного бюджета — 600 тысяч долларов.

## Саундтрек
| №  | Название                   | Исполнитель    | Длительность |
| -- | -------------------------- | -------------- | ------------ |
| 1. | «Говорит и показывает»     | «Пикник»       | 4:22         |
| 2. | «Жизнь — весёлый карнавал» | Пахом          | 3:25         |
| 3. | «Эпилог»                   | «Агата Кристи» | 5:25         |

## Критика
Фильм получил противоречивые отзывы кинокритиков.
Обозреватель журнала «Сноб» Вадим Рутковский описал фильм как «ренессанскую лав-стори о том, что жизнь есть сон». По мнению критика, фильм может поставить зрителя в тупик, потому что «не похож ни на что». Кинокритик Антон Долин из журнала «Афиша» назвал «Да и да» «крутым, безумным, запредельным» фильмом. «Там, где есть место страсти, разум вырубается», — писал автор.
Скептически отнёсся к фильму обозреватель «Российской газеты» Валерий Кичин. Любовь в фильме, по мнению критика, заменена «кроличим процессом, изученным автором фильма ещё в дни практики на порностудии», а на смену языку Шекспира пришёл мат, «способный выражать только эмоции», но не мысли. По мнению Кичина, свойственное режиссёру «чувство кадра и ритма» не может прикрыть пустоту её «внутреннего мира, на который она постоянно ссылается». По мнению критика Марии Семендяевой из журнала «Афиша», фильм является «пародией на современное искусство», а все андеграундные художники, показанные в нём, «застряли в прошлом и никак не могут отказаться от пагубного пристрастия к водке». Обозреватели газеты «Завтра» не увидели ничего нового в представленных в фильме «дрыгающейся камере» и «физиологических подробностях уринотерапии», а также назвали слабыми сценарии Александра Родионова.

## Награды и номинации
- 2014 — Московский международный кинофестиваль: приз за лучшую режиссуру, приз жюри Международной федерации кинопрессы, приз газеты «Коммерсантъ Weekend», номинация за лучший фильм.
- 2014 — Номинация на премию «Белый слон» за лучшую женскую роль (Агния Кузнецова).
- 2015 — Номинация на премию «Ника» за лучшую женскую роль (Агния Кузнецова).